# Mastòcit

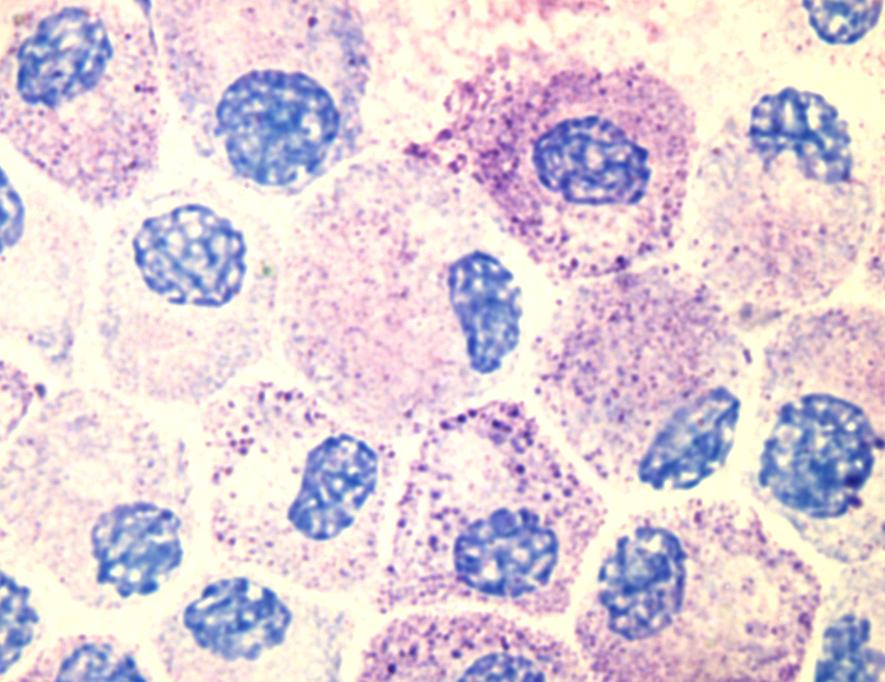
Mastòcits

Un mastòcit o una cèl·lula encebada és una cèl·lula que té el seu origen en la medul·la òssia, on s'originen els precursors immadurs, que tenen un curt recorregut en la sang i que en arribar als teixits, especialment el teixit conjuntiu, es converteixen en mastòcits. Segons el teixit on maduri, el mastòcit tindrà diferents característiques.
Tot i que són majoritàriament reconeguts pel seu rol en els processos d'al·lèrgia i anafilaxi (inicien la reacció anafilàctica o d'hipersensibilitat immediata, que és una reacció inflamatòria produïda per proteïnes estranyes a l'organisme), també juguen un important paper protector en la defensa contra patògens, la curació de ferides i en la producció de picor.

## Origen i classificació
Descrits per Paul Ehrlich l'any 1878 a la seva tesi doctoral, on erròniament va creure que eren cèl·lules que servien per a nodrir als teixits, i per això les va anomenar "mastzellen" (del grec masto, alimentar). Avui en dia se'ls considera part del sistema immunitari.
Se'n coneixen de dos tipus, els del teixit connectiu i una munió de diferents mastòcits de mucoses. Es troben presents prop dels vasos sanguinis, i especialment nombrosos als espais que fan de frontera entre l'exterior i l'interior de l'organisme: pell, mucoses del pulmó i tracte digestiu, així com a la boca, conjuntiva i nas.

## Morfologia
Posseeixen reticle endoplasmàtic rugós i aparell de Golgi. En el seu citoplasma hi són presents unes vesícules que contenen mediadors químics, així com heparina i histamina. Expressen, igual que els basòfils, la proteïna CD34 a la seva membrana.

## Reacció anafilàctica
Després del primer contacte amb l'antigen, els mastòcits queden sensibilitzats amb immunoglobulines en la seva superfície. Quan el mateix antigen arriba de nou a l'organisme, s'uneix l'antigen a l'anticòs sintetitzat pels plasmòcits. Aquest complex antigen-anticòs (Ag-Ac) és l'encarregat d'alliberar els mediadors químics que es troben als grànuls del citoplasma mastocític.